# كونراد لوغان
كونراد لوغان (بالإنجليزية: Conrad Logan)‏ (18 أبريل 1986 في جمهورية أيرلندا - ) هو لاعب كرة قدم أيرلندي في مركز حراسة المرمى. لعب مع ستوكبورت كونتي وليستر سيتي ونادي بريستول روفيرز ونادي روتشديل ونادي روذرهام يونايتد ونادي لوتون تاون ونادي هيبرنيان ونادي بوسطن يونايتد.

## وصلات خارجية
- كونراد لوغان على موقع قاعدة بيانات كرة القدم.إي يو (الإنجليزية)
- كونراد لوغان على موقع Soccerbase.com (لاعب) (الإنجليزية)
- كونراد لوغان على موقع Soccerway.com (الإنجليزية)
- كونراد لوغان على موقع AS.com (الإسبانية)